# 3617-es busz
A 3617-es jelzésű autóbuszvonal helyközi autóbuszjárat Szolnok és Hatvan között, melyet a MÁV Személyszállítási Zrt. lát el. 

## Közlekedése
A járat Szolnokot és Hatvant köti össze. Útvonalának hossza 87,5 km, menetideje 2 óra 7 perc.
Munkanapokon egy járatpár szállítja az utasokat. 

## Megállóhelyei
| 0  | Szolnok, autóbusz-állomás végállomás | 41 | 3, 10, 10A, 12, 12A, 15, 20, 21, 21A, 22, 22A, 23, 23A, 24, 24A, 25, 25A, 32, 33, 35, 36, 44 532, 533, 534, 538, 553 1077, 1377, 1464, 1466, 1468, 1469, 1515, 1517, 1518 4600, 4601, 4602, 4603, 4605, 4606, 4607, 4608, 4609, 4610, 4611, 4612, 4613, 4614, 4616, 4617, 4618, 4619, 4620, 4621, 4622, 4623, 4630, 4632 |
| 1  | Szolnok, McDonalds Étterem           | 40 | 3, 10, 10A, 12, 12A, 15, 20, 21, 21A, 22, 22A, 23, 23A, 24, 24A, 25, 32, 34B, 35, 36, 44 1466 4600, 4601, 4603 |
| 2  | Szolnok, TIGÁZ                       | 39 | 10, 10A, 12, 12A, 15, 20, 21, 21A, 22, 22A, 23, 23A, 23E, 24, 24A, 25, 25A, 36 1466, 1469, 1515 4600, 4601, 4602, 4603 |
| 3  | Szolnok, Szoltisz                    | 38 | 10, 10A, 12, 12A, 31 1466, 1469, 1515 4600, 4601, 4602, 4603 |
| 4  | Zagyvarékasi, útelágazás             | 37 | 1469, 1515 4600, 4601, 4603 |
| 5  | Újszász, Zagyva-híd                  | 36 | 1466, 1469, 1515 4601, 4602, 4603, 4660 |
| 6  | Szászberek, Kossuth út               | 35 | 1466, 1469, 1515 4601, 4602, 4603, 4660 |
| 7  | Szászberek, akkumulátor gyár         | 34 | 1466, 1469 4601, 4602, 4660 |
| 8  | Szászberek, vasúti megállóhely       | 33 | 1469 4601, 4602, 4660 személyvonat |
| 9  | Jászalsószentgyörgy, községháza      | 32 | 1078, 1466, 1469, 1515 4601, 4602, 4659, 4660, 4662 |
| 10 | Jánoshida, Túláti elágazás           | 31 | 1078, 1466, 1469, 1515 4601, 4602, 4660, 4662, 4663 |
| 11 | Alattyán, községháza                 | 30 | 1078, 1466, 1469, 1515 4601, 4602, 4660, 4662, 4663 |
| 12 | Pusztamizsei elágazás                | 29 | 1466, 1469, 1515 4601, 4602, 4660, 4662, 4663 |
| 13 | Jásztelek, községháza                | 28 | 1078, 1466, 1469, 1515 4601, 4602, 4660, 4662, 4663 |
| 14 | Jászberény, kórház II.               | 27 | 1, 2A 1515 4655, 4662, 4663 |
| 15 | Jászberény, autóbusz-állomás         | 26 | 1, 2A 498, 499, 503, 523 1070, 1075, 1076, 1077, 1078, 1348, 1362, 1376, 1443, 1466, 1469, 1515 3443, 3667, 3671, 4601, 4602, 4650, 4651, 4653, 4654, 4655, 4659, 4660, 4662, 4663, 4681, 4686 |
| 16 | Jászberény, Túzok utca               | 25 | 1 1077, 1078, 1348, 1469 3667, 3671, 4602, 4650, 4651, 4681, 4686 |
| 17 | Jászberény, Gyöngyösi út             | 24 | 1 1078, 1469 3667, 3671, 4602, 4650, 4651, 4681, 4686 |
| 18 | Radiátorgyár                         | 23 | 1077, 1078 4651, 4681, 4686 |
| 19 | Sorompó                              | 22 | 1 1076, 1077 4651, 4681, 4686 |
| 20 | Pusztamonostor, Kun utca             | 21 | 1076, 1077 4651, 4681, 4686 |
| 21 | Pusztamonostor, községháza           | 20 | 1076, 1077, 1078 4651, 4681, 4686 |
| 22 | Pusztamonostor, művelődési ház       | 19 | 4681, 4686 |
| 23 | Jászfényszarui elágazás              | 18 | 1078 4681, 4686 |
| 24 | Jászfényszaru, Samsung               | 17 | 1076, 1077, 1078 4681, 4686 |
| 25 | Jászfényszaru, Wesselényi utca       | 16 | 441, 442, 444 1078 4681, 4686 |
| 26 | Jászfényszaru, külső iskola          | 15 | 441, 442, 444 1076, 1077, 1078 4681, 4686 |
| 27 | Jászfényszaru, 101. számú ABC        | 14 | 441, 442, 444 1076, 1077, 1078 4681, 4686 |
| 28 | Jászfényszaru, autóbusz-váróterem    | 13 | 441, 442, 444 1076, 1077, 1078 4681, 4686 |
| 29 | Jászfényszaru, 101. számú ABC        | 12 | 441, 442, 444 1076, 1077, 1078 4681, 4686 |
| 30 | Boldog, Sportpálya                   | 11 | 3622, 4681, 4686 |
| 31 | Boldog, Bartók Béla út               | 10 | 3622, 4681, 4686 |
| 32 | Boldog, Sportpálya                   | 9  | 3622, 4681, 4686 |
| 33 | Boldog, Tabán út                     | 8  | 3622, 4681, 4686 |
| 34 | Boldog, Kossuth út - művelődési ház  | 7  | 3622, 4681, 4686 |
| 35 | Boldog, Liget út                     | 6  | 3622, 4681, 4686 |
| 36 | Boldog, Hatvani út                   | 5  | 3622, 4681, 4686 |
| 37 | Boldog, Bonta bíró major             | 4  | 3622, 4681, 4686 |
| 38 | Hatvan, Kistelek                     | 3  | 3622, 4681, 4686 |
| 39 | Hatvan, vasútállomás                 | 2  | 1, 2, 4, 7, 9 1306 3600, 3603, 3610, 3612, 3622, 3624, 3625, 3626, 3640, 3678, 3698, 4681, 4686 S77, S780, S80, S820, személyvonat, InterRégió, Agria InterRégió, Mátra InterRégió, Borsod InterCity, Tokaj InterCity, Hernád-Zemplén InterCity, Tisza-tó sebesvonat, Ezüstpart expresszvonat                            |
| 40 | Hatvan, autóbusz-pályaudvar          | 1  | 348, 406, 407, 409, 410, 411, 412, 413, 414, 415 1306, 1427 3448, 3600, 3602, 3603, 3604, 3605, 3607, 3608, 3610, 3612, 3622, 3624, 3625, 3626, 3640, 3652, 3675, 3678, 3698, 4681, 4686 |
| 41 | Hatvan, Kossuth tér végállomás       | 0  | 1, 2, 4, 4A, 7, 9 411, 413, 415 1427 3448, 3600, 3602, 3603, 3604, 3605, 3607, 3610, 3612, 3625, 3626, 3640, 3652, 3675, 3678, 3698, 4681, 4686 |